# Эмблема Мадагаскара
Эмблема Мадагаскара была утверждена в 1992 году после падения социалистического режима. В 1998 году была изменена цветовая гамма изображения.
Эмблема представляет собой жёлтый диск. В центре изображена схематическая карта острова (вместе с двумя мелкими островами), а ниже голова зебу. Зелёные и красные лучи делают похожим печать на солнце.
Надписи на гербе выполнены на малагасийском языке и означают: REPOBLIKAN’I MADAGASIKARA — Республика Мадагаскар; TANINDRAZANA — FAHAFAHANA — FANDROSOANA — Родина, Свобода, Развитие.

## Описание
Эмблема представляет собой золотой диск, в центре которого изображён силуэт страны на серебряном фоне.
В его верхней части находится стилизованное изображение листьев равеналы, над которыми расположено официальное название страны: Repoblikan’i Madagasikara («Республика Мадагаскар»).
В нижней части изображена красная голова зебу на фоне рисового поля. Под ней размещены колосья риса, а по центру расположен официальный девиз: Tanindrazana, Fahafahana, Fandrosoana («Отечество, Свобода, Прогресс»).

## История эмблемы

Герб королевства Имерина (1787—1896)
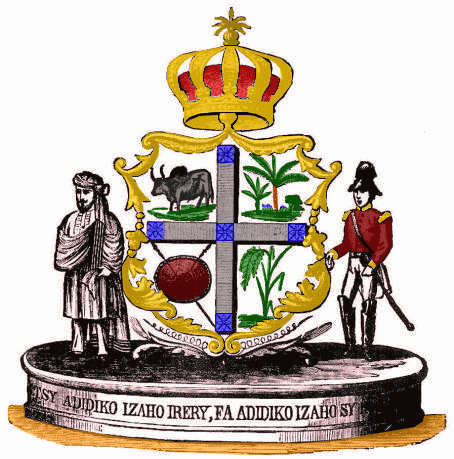
Герб королевства Мадагаскар (1868—1883)
Герб Малагасийского протектората (1883—1897)
Герб Генерал-губернаторства Мадагаскар (1897—1958)
Малый Герб Малагасийской республики
Эмблема Малагасийской Республики. На гербе изображена голова быка и два зелёных колоса пшеницы по бокам. Ещё до обретения независимости в 1960 году этот вариант был принят эмблемой автономии. После прихода к власти Дидье Рацираки герб заменили.
Эмблема Демократической Республики Мадагаскар 1975—1992. Эмблема представляет собой круг, в середине которого находится солнце (на Мадагаскаре раньше всех в Африке восходит солнце). Как и во многих социалистических государствах вверху расположена красная звезда — символ коммунизма. По бокам круга расположены колосья пшеницы — символ процветания сельского хозяйства в стране. внизу написан девиз страны, а над лучами солнца официальное название. Эмблема была принята социалистами в 1975 году через три года после переворота. Но путём «перестройки» её заменили в 1992 году.
Герб Республики Мадагаскар (1993—1998)